# Johann Adolf von Loß
Johann Adolf von Loß (ur. 20 czerwca 1690, zm. 25 sierpnia 1759), saski polityk i dyplomata.

## Życiorys
W latach 1711–1718 poseł w Petersburgu. W dokumentach holenderskiego polityka Anthonie Heinsiusa wspomniany jako Johann Adolf von Losz. Piotr Wielki dawał wielokrotnie do zrozumienia Augustowi II, że prócz Loßa mógłby wysłać także swego "polskiego" posła (w końcu pojechał do Rosji Stanisław Chomętowski).
W 1718 roku, do Rosji przyjechał polski kurier p. Lesiowski z żądaniem by car wycofał swe wojska z Rzeczypospolitej. Minister Ernst Christoph von Manteuffel nakazał by Johann Adolf von Loß uczynił wszystko by to osiągnąć. Nie zawsze jednak polskie i saskie interesy wobec Rosji były zbieżne.
W roku 1741 brat Johanna von Loßa, Christian von Loß (1698-1770) zastąpił go na stanowisku posła saskiego w Monachium, podczas gdy Johann Adolf został przeniesiony do Paryża.